# Spinning Around
Spinning Around (englisch für „im Kreis drehen“) ist ein Lied der australischen Sängerin Kylie Minogue. Es wurde am 19. Juni 2000 als erste Single aus ihrem siebten Studioalbum Light Years veröffentlicht.

## Hintergrund und Entstehung
Mit der Veröffentlichung ihres sechsten Studioalbums Impossible Princess wandte sich Minogue von ihrer bisherigen typischen Musikrichtung, dem Dance-Pop ab. Obwohl dieses Album in ihrem Heimatland Erfolg hatte, und auch im Vereinigten Königreich die Top-10 der dortigen Albumcharts erreichte, erhielt es negative Kritiken. Sie wurde von ihrem damaligen Musiklabel Deconstruction gekündigt und unterschrieb bei Parlophone. Für ihr siebtes Studioalbum Light Years entschloss sich die Sängerin, wieder zurück zu ihren Wurzeln zu gehen und wandte sich erneut dem Dance-Pop zu.
Spinning Around wurde von Ira Shickman, Osborne Bingham, Kara DioGuardi und Paula Abdul geschrieben und von Mike Spencer produziert. Ursprünglich war der Song als Aufnahme für Abduls eigenes Studioalbum gedacht. Nachdem das Album nicht erschienen ist, gab Abdul den Song an Minogue weiter. Für DioGuardi war dies das erste große Projekt als Songschreiberin. In einem Interview erklärte Minogue, dass sie zwar gerne selber Lieder schreibt, es ihr für ihr Studioalbum Light Years jedoch egal sei, solange es die besten Lieder, die es gibt, beinhaltet. Eine Demoaufnahme von Spinning Around erhielt sie von ihrem A&R-Manager, der den Song als „perfekt“ für die Sängerin empfand. Nach dem Anhören der Demo war Minogue mit der Aufnahme einverstanden, für sie hatte der Song das Potential ein Hit zu werden. Spinning Around wurde als Lead-Single des Albums am 19. Juni 2000 veröffentlicht.

## Musikalisches und Inhalt
Wie die meisten Lieder des Albums Light Years ist Spinning Around ein Dance-Pop-Lied mit markanten Einflüssen der Disco-Musik. Das im Viervierteltakt und in fis-Moll komponierte Lied besitzt ein Tempo von 120 Schlägen pro Minute. Minogues Stimmumfang reicht von F3 bis C5. Der Song ist im klassischen Strophe-Refrain-Modus aufgebaut. Zwischen der zweiten und dritten Wiederholung des Refrains ist eine Bridge eingebaut. Spinning Around behandelt das Thema Neufindung von Minogue. Die Textzeilen „I'm spinning around, Move out of my way,[…] I'm breaking it down, I'm not the same“ (dt.: „Ich drehe mich im Kreis, geh mir aus dem Weg,[…] Ich erklär dir’s jetzt, ich bin nicht die gleiche“) und „Mistakes that I made have given me the strength to really believe“ (dt.: „Die Fehler die ich gemacht habe gaben mir die Kraft um wirklich zu glauben“) verdeutlichen, dass Minogue sich verändert hatte und aus ihren Fehlern gelernt habe. Chris True von Allmusic glaubt, dass Minogue in diesem Song auf ihre Veröffentlichung des Albums Impossible Princess im Jahr 1997 anspielt.

## Musikvideo
Das Musikvideo von Spinning Around wurde von der britischen Regisseurin Dawn Shadforth gedreht. Es zeigt Minogue in winzigen goldenen Hotpants tanzend in einem Nachtclub. Durch die im Video knapp bekleidete Minogue wurde die Boulevard-Presse auf ihren Po aufmerksam. Die „legendären“ goldenen Hotpants wurden von Minogue 2014 für die Ausstellung Performing Arts Collection dem Arts Centre Melbourne gestiftet. Bis heute wurde das Video bei YouTube über 8 Millionen Mal aufgerufen (Stand:Februar 2017).

## Rezeption

### Preise
Bei den ARIA Music Awards 2000 gewann Spinning Around die Kategorie Best Pop Release.

### Rezensionen
Joachim Gauger von Laut.de hält Spinning Around für ein weniger gelungenes Lied auf Minogues Studioalbum Light Years. „Die ersten fünf Tracks kannste gleich knicken“, gab der Kritiker an und vermutete den Erfolg eher an dem aufreizenden Musikvideo begründet. Siobhan Grogan vom New Musical Express schrieb: „Spinning Around ist aus demselben zischenden, schwindel erregenden Disco-Pop gemacht, der Kylie berühmt gemacht hatte“. Jason Lipshutz vom Billboard-Magazin schrieb zu Spinning Around: „mit diesem Lied kehrt Minogue nach dem 1997 ambitionierten Album Impossible Princess zurück zum unkomplizierten Pop“. „Spinning Around ist eine spaßige und Streicher-beladene Erklärung über ihren Fehler, den sie 1997 gemacht hatte“, schrieb Allmusic-Kritiker Chris True.

## Kommerzieller Erfolg

### Chartplatzierungen
Spinning Around war kommerziell erfolgreicher als die Singleveröffentlichungen aus dem vorherigen Album. In den britischen Singlecharts konnte der Song am 1. Juli 2000 direkt auf Platz 1 einsteigen. Für Minogue war dies der vierte Nummer-eins-Erfolg als Solokünstlerin im Vereinigten Königreich und der erste seit der 1990 veröffentlichten Single Tears on My Pillow. In der zweiten Chartwoche fiel das Lied auf Platz 3 zurück, in der dritten Chartwoche fiel Spinning Around aus den Top-10 raus. Insgesamt verbrachte das Lied 13 Wochen in diesen Charts. In Minogues Heimatland Australien gelang der Sängerin ebenfalls ein Nummer-eins-Erfolg, auch hier stieg der Song direkt auf Platz 1 in den australischen Singlecharts ein und verbrachte eine Woche auf der Spitzenposition. Es war der vierte Nummer-eins-Erfolg für Minogue in ihrem Heimatland.
Im deutschsprachigen Raum war Spinning Around weniger erfolgreich. In den deutschen Singlecharts gelang am 10. Juli 2000 der Einstieg auf Platz 81. In der vierten Chartwoche wurde mit Platz 62 die höchste Platzierung erreicht, höhere Platzierungen gelangen nicht. Nach neun Wochen verabschiedete sich das Lied aus den Charts. In der Schweizer Hitparade wurden mit Platz 34 die Top-10 ebenfalls verpasst.
| ChartsChartplatzierungen     | Höchstplatzierung | Wochen |
| ---------------------------- | ----------------- | ------ |
| Australien (ARIA)            | 1 (12 Wo.)        | 12     |
| Deutschland (GfK)            | 62 (9 Wo.)        | 9      |
| Schweiz (IFPI)               | 34 (21 Wo.)       | 21     |
| Vereinigtes Königreich (OCC) | 1 (13 Wo.)        | 13     |

| ChartsJahrescharts (2000) | Platzierung |
| ------------------------- | ----------- |
| Australien (ARIA)         | 28          |

### Auszeichnungen für Musikverkäufe
| Land/Region                  | Auszeichnungen für Musikverkäufe (Land/Region, Auszeichnung, Verkäufe) | Verkäufe |
| ---------------------------- | ---------------------------------------------------------------------- | -------- |
| Australien (ARIA)            | Platin                                                                 | 70.000   |
| Neuseeland (RMNZ)            | Gold                                                                   | 5.000    |
| Vereinigtes Königreich (BPI) | Platin                                                                 | 600.000  |
| Insgesamt                    | 1× Gold · 2× Platin ·                                                  | 675.000  |

Hauptartikel: Kylie Minogue/Auszeichnungen für Musikverkäufe

## Formate
CD-Single
- CD 1[1]

1. Spinning Around – 3:28
2. Spinning Around (Sharp Vocal Mix) – 7:06
3. Spinning Around (7th Spinnin' Dizzy Dub) – 5:20
4. Spinning Around (Musikvideo) – 3:27

- CD 2[20]

1. Spinning Around – 3:28
2. Cover Me with Kisses – 3:09
3. Paper Dolls – 3:34

Maxi-CD
1. Spinning Around – 3:27
2. Cover Me with Kisses – 3:07
3. Paper Dolls – 3:35
4. Spinning Around (Sharp Vocal Mix) – 7:04